# Gears of War 2
『Gears of War 2』（ギアーズ・オブ・ウォー2）は、エピックゲームズが開発し、マイクロソフトから発売されたXbox 360用のアクションアドベンチャーゲーム（サードパーソン・シューティングゲーム）である。
前作Gears of Warと違いXbox 360版のみとなっている。
日本語版のキャッチコピーは「あがけ、生きろ」。

## 概要
エピックゲームズ及びXbox 360における大ヒット作となった『Gears of War』の続編。今作はアンリアルエンジン3の発展型である「アンリアルエンジン3.5」をグラフィックエンジンに使用。描画の表現力が向上し、前作では一度に十体前後しか登場させられなかったキャラクターも今作では数十体まで画面に出すことが可能となり、大軍入り乱れる戦場を表現することが可能となっている。

本ソフトは2008年11月7日に北米、ヨーロッパ、アジアにて同時発売された。
日本版は2009年7月30日に海外でDLCとして発売されたマルチプレイヤー用マップパック3種と、新チャプター『ネクサスへの道』を同梱した拡張ディスク"All Fronts Collection"（価格20ドル。ダウンロード版も存在しこちらは1600MSPで20ドル相当）を一枚のゲームディスクに収録して発売された。また、オンラインでのマッチングは日本国内に限定される仕様。
コンピュータグラフィックス業界の会議である"High-Performance Graphics 2009"において、エピックゲームズの創業者・CEOであるティム・スウィーニーが明らかにしたところでは、開発予算1200万ドル、プログラマ15名、アーティスト45名という小規模チームによる開発であることが明らかにされた
ファイナルファンタジーシリーズのゲームデザイナーとして知られる坂口博信は、「高い品質での日本語吹き替え/ローカライズが施されているが、マーケティングに力が入れられておらず、国内ではだれもギアーズのことを知らない」と述べている。
しかしながら、海外での発売に合わせて輸入された本作はあっという間に売り切れたという。秋葉原のアソビット・ゲームシティでは100人以上の行列となり、本作の為だけにレジ2箇所を割くという状況だった。

## ゲームシステムおよび前作との主な相違点
※前作の記事も参照の事。
移動速度
通常移動の速度は前作よりも若干遅くなっており、反面各カバーアクションは前作よりも隙が減少し速度も少しだけ向上した。このためカバーアクションの重要性が増した。
カバーアクション
遮蔽物の近くでAボタンを押すことにより物陰へ隠れて敵の銃撃を防ぐ。カバーしてからは左スティック+Aボタンで様々なアクションを直感的に行え、LTボタンで銃を構えることができる。銃を構えずに撃つとブラインドファイア（手榴弾も可能）となる。また今作からカバー動作に入る途中で左スティックを逆方向へ入れることによりモーションをキャンセルすることが可能になった。
アクティブリロード
RBボタンでリロード動作を行う際に一定のタイミングでRBボタンを再入力する事でリロード時間を短縮できる。更に特定のタイミングでRBボタンを押すとパーフェクトリロードとなり、一定時間ボーナスが付く。逆にタイミングを間違えた場合、RBボタンを押さない時よりもリロードの完了が遅くなってしまう。
本作からパーフェクトリロードのボーナスは攻撃力増加だけでなく、一定時間武器の性質が変化するものも加わった（射程の向上や連射速度の向上など）。
ローディーラン
平地でAボタンを押し続けることで身を低く屈めて力走する。今作ではローディーラン中の方向転換が容易となり、延々と走り続けられるようになった。ダイブ（飛び込み前転）後はすぐこの体勢に入れる。しかし、ストッピングパワーのシステムが付加され、ローディーラン中に射撃を受けると歩行速度が遅くなるようになった。
処刑
ダウンした敵に近づいてA、X、Y、Bいずれかのボタンを押すことによって様々な種類の「処刑」を行うことができる（前作では1種類の動作のみだった）。処刑のモーションは装備によって異なり、個性的かつ凄絶なものが多い。ゲームモードによっては処刑しなければ敵を倒すことができない。なお、日本版では一部規制されており、変更されている物がある。
ミートシールド
今作の新システムで処刑の一種である。ダウンした相手の近くでAボタンを押すことにより敵を捕獲し、盾として自分の前方へと構える。ミートシールド中はローディーランとカバー不可。武器はハンドガン系のみ使用可能となる。

### レベルデザイン
前作よりも総じて大規模化しており、2〜4人だった主人公の部隊の人数も最大5人に増えた。ただし、協力プレイで操作可能なのは前作同様2人までで残りはAIの操作となる。1ステージに出現する敵の数も増えており、また敵の種類・武器の種類も大幅に追加され大規模化・バリエーションの多彩化が行われた。
その一方で、前作の特長だった小人数同士ながらも広く複雑な地形を活かした側面攻撃やかく乱が出来る入り組んだ戦闘が可能なステージは減少し、本作は大人数で派手な反面、正面からの撃ち合いしか出来ない（あるいはそれ以外が非常に困難）ステージが多い。開発者も後に認めた問題点であり、続編の『3』では改善されている。
他の大きな変更点としては、本作は仕掛けられた罠をカバーアクションやローディーランや銃撃などを駆使して切り抜けるパズルの場面が大幅に増えている。乗り物に乗っての戦闘も増えており、通常戦闘以外のステージの割合がかなり多い。

### マルチプレイヤー
ストーリーモードの協力プレイは前作同様2人までだが、新モードであるホードでは最大5人での協力プレイが楽しめる。また対戦は1チームの人数が4人から5人（ウィングマンを除く）に変更されておりストーリー同様規模を大きくする方向に改訂された。
また、前作の対戦モードで開発者が問題視したショットガンを駆使する近接戦闘の対策も講じられた。本作においては全体的に近接戦闘がやりづらくなる様に調整されている（次回作ではまた違った方向性の調整が行われている）。前述のローディーランのストッピングパワーはその一つである。

## ゲームモード
キャンペーン
マーカス・フェニックス軍曹およびドミニク・サンチャゴ伍長となってローカストと戦う全5幕（Act1 - Act5）のストーリーモード。各幕は複数の章（チャプター）に分かれている。
難易度は簡単な順からカジュアル（Casual）・ノーマル（Normal）・ハードコア（Hardcore）・インセイン（Insane）の四つでインセインは二周目以降から選択可能。オンラインまたはローカルでの分割画面により二人での協力プレイ（CO-OP）も可能。今作ではCO-OPの際お互い異なる難易度でプレイすることも可能となった。
前作同様一度クリアしたチャプターは自由に選択可能。
マルチプレイヤー
「ホード」モードは5人まで、その他の対戦は10人まで同時にプレイ可能。マッチングにはパブリック、プライベートの二種類が存在する。パブリックではプレイヤーのランクを元に自動的にマッチングされるが、フレンドなどとパーティを組んで戦うことも可能で、一試合ごとにマッチングしなおされる。プライベートでは招待したプレイヤーと自由なルールで続けてプレイすることが出来る。
また、今作では「ホード」以外のモードでコンピュータ操作のボット（Bot）を入れる事ができるようになり、オフラインや少人数でも対戦を気軽に楽しめるようになった。

### 対戦モードのルール
前作同様、ローカストのキャラクターも対戦時はCOGと同程度の身長になる。
ウォーゾーン：Warzone
ウォー・ゾーンは「戦闘地帯」などの意。2チームに分かれて敵チームの全滅を目指す。一度死んだらそのラウンドは復活することができない。処刑（後述）の必要がなく、即死系の射撃でなくとも遠距離から敵を殺すことが可能。
エクセキューション：Execution
基本的にはウォーゾーンと同じだが、処刑または即死系の攻撃（ヘッドショット・爆発物など）でなければ敵を殺すことができない点が異なる。
ガーディアン：Guardian
各チームに一人ずつリーダーが存在し、リーダーが生きている限りはチームメイトは何回でも復活できる。リーダーも含めて敵を全滅させることが目標である。敵を倒すに際してはウォーゾーンと同じルールが適用されるが、リーダーのみエクセキューションと同じルールが適用される。
サブミッション：Submission
マップ中央にショットガンを持った難民が一人配置されており、その難民をダウンさせてミートシールドにして特定のポイントに連れて行くと勝利となる。死亡しても何回でも復活することができる。他のアクションシューティングゲームでよくある「キャプチャー・ザ・フラッグ」のようなゲームタイプだが、旗となる難民が生きており、両チームを攻撃してくるため大きく趣が異なる。敵を倒すに際してはウォーゾーンと同じルールが適用される。
アネックス：Annex
時間ごとに移り変わるマップ上の特定の地点を占拠し、一定の得点を確保することが目的である。いったん地点を占拠した場合、そこにとどまる必要はない。死亡しても何回でも復活することができる。敵を倒すに際してはエクスキューションと同じルールが適用される。
キング・オブ・ザ・ヒル：King of the Hill
アネックスに似ているが、占拠したリングの中にとどまらなければ得点が入らず、また、占拠すべき地点はラウンド中変わらない。また一方のチームがリングを占拠している場合、そのチームのメンバーは復活することができない。敵を倒すに際してはエクスキューションと同じルールが適用される。
ウィングマン：Wingman
二人ずつのチームに分かれてのデスマッチ。ラウンドを重ね特定のキル数に達したチームが勝利する。同じチームの二人は同じキャラクターを使用することになり、キャラクターが違うプレイヤーは人類・ローカスト問わず敵となる。敵を倒すに当たってはエクスキューションのルールが適用される。死亡するとそのラウンド中は復活できない。

### ホード（Horde）
本作より登場した最大5人までプレイ可能な協力モード。人類側のキャラクターを使用し、徐々に強力になっていくローカストの集団を全滅させる事が目的。最大50ラウンドまで。死亡すると、そのラウンドは復活することができない。敵の出現パターンは10ラウンドごとに固定されており、10ラウンドごとに敵の体力・命中率・ダメージなどが増えていく。
コンティニュー自体は無制限であり諦めなければ何度でも同じラウンドを再挑戦出来る。

## プロローグ
地底からの侵略者「ローカスト」の襲撃に対し、統一連合政府（COG/読みは「コグ」）軍は殲滅兵器「ライトマス爆弾」を地底へ放ち、ようやく敵へ一矢報いることに成功する。しかし、人類が削り取ったローカストの勢力は氷山の一角に過ぎず、ローカストの進軍はいよいよCOGの本拠地であるハシント高原にまで迫っていた。
ローカストは高原の地下に巨大な空洞を作って、街ごと地底に落とすという大規模な作戦を始める。ハシントのすべてを地底へ埋没させるわけにいかないCOG軍は、起死回生の策として大量の兵士を地底へ直接突入させる事でこれを叩く「地底の嵐」作戦を可決。送り込まれる兵士の中には、歴戦の英雄であるマーカス・フェニックス率いるデルタ部隊も含まれていた。
ライトマス爆撃から半年、落ち葉の舞う冬の初めに人類の存亡をかけた総力戦が始まる。

## 用語・設定の解説
※前作の記事も参照の事。ここでは主に本作で追加されたり、新たに判明した用語や設定を解説する
イミュルシオン（Imulsion）
莫大なエネルギーを得る事が出来る金色に光る液体。前作の時点では人体への害が証明されていなかったが、本作ではライトマス爆撃が行われた近隣の住民を中心に「肺さび病」なる奇病が多数発生。イミュルシオンとの関連が強く噂される様になった。
肺さび病（Rustlung）
名前の通り肺が蝕まれる病気で、咳が止まらなくなり呼吸も困難になる。ライトマス爆撃後に患者が急増した。もともとイミュルシオン採掘の従事者は比較的短命である事が知られていたが、上記の通り人体への因果関係は証明されていなかった。後年の研究で大気中に放出されたイミュルシオンの毒性が認められたため、ライトマス爆弾との因果関係を疑う者が増えてきている。
ライフボート プログラム（Operation Lifeboat）
深刻な人員不足に悩まされるCOG軍が発令した行政命令。難民たちを対象としており、軍への入隊と引き換えに生活を保障する制度。劇中の人物ではディジー ウォーリンがこの制度で兵士となっている。
ローカスト（Locust Horde）
14年半前から人類を攻撃し続けている地底生物。相変わらず人類より優位に立っているにもかかわらず、ライトマス爆撃以降はなぜか追いつめられた感のある行動が増えてきている。
片言ながらも人類の言葉を話せる彼等だが、本作において独自の言語も扱う事が明らかになる。
陥没エリア（Sinkhole）
ライトマス爆撃後にハシント高原近辺に発生する様になった、巨大なローカストホール。街一つが陥没するなど、前作の物とは比較にならない規模である。
地底の嵐作戦（Qperation Hollow Storm）
追いつめられたCOGが決行する、地底に存在するローカスト本拠地を直接攻撃する作戦。今回の物語の中核である。"Hollow"とはローカストの本拠地がある地底の大空洞のこと。日本版では単に「地底」と呼ばれている。
レーザー雹（Razorhail）
セラ特有の気象現象でカミソリ（Razor）の刃のごとき鋭い雹。名前の通り非常に鋭く、人間はおろか硬い皮膚を持つローカストでさえズタズタに切り刻まれてしまう大変危険なもの。本作の時期が冬であることを表す演出でもあり、特定のステージにおいての危険な罠でもある。
ネクサス（Nexus）
ローカストの本拠地。彼等の女王であるミラの居城が存在する。難民たちの中には街が陥没してしまった故にネクサスの近くまで避難してきた者も存在する。
ランベント（Lambent）
イミュルシオンの影響で体が光る様になったローカストの「新種」。前作でもランベント化したレッチが登場していた。詳細は不明だがすでに通常のローカストを脅かす勢力になっている。他にも死んだランベント化ドローンの体から、イミュルシオンが生き物のように飛び出したりなどの不可解な現象も見られる。
ちなみに"Lambent"は「柔らかく光る・やさしく輝く」という意味の英語。

## キャラクター
（）内は声の出演（日本語版/英語版）

### COGおよび人類
マーカス・フェニックス：Marcus Fenix（声：廣田行生/John DiMaggio）
物語の主人公、36歳。階級は軍曹。数々の戦績を残し、前作でのライトマス爆弾作戦においてもローカストのラーム将軍を倒して作戦を成功へと導いたデルタ部隊の隊長。自他共に厳しく、部下を叱咤し戦いへ赴きながらも、親友であるドムにはその心境を案じるところを見せる。今作では地底への突入隊として部隊を先導し、ローカストの本拠地へと乗り込んでゆく。
2作目のみの特徴として、「デルタにようこそ」という口癖がある。本シリーズは毎回脚本家が変わるためか、1作目および3作目ではこのセリフは言わない。
デルタ隊のリーダーを務めるだけあってとっさの判断力に優れており、仲間達が到底、考えつかないことを閃いたりする。実際に本作ではリーバーを乗り物にして敵地から脱出したり、ブルマックを乗っ取って地底に侵入するなどの型破りの、それこそ常識には囚われない案を思いつき、それを実行して成功させている。
ドミニク・サンチャゴ：Dominic Santiago（声：髙階俊嗣/Carlos Ferro）
デルタ部隊の兵士で階級は伍長。年齢は33歳。マーカスの親友であり、愛称はドム。ローカストの出現によって生き別れとなった妻マリアの捜索を続けているが、未だに行方のわからない状況から苛立ちを隠せないでいる。
オーガスタス・コール：Augustus Cole（声：大西健晴/Lester'Rasta'Speight）
デルタ部隊唯一の黒人兵士。スラッシュボールのスター選手として活躍した過去を持ち、「コール・トレイン」の異名を持つ。無鉄砲で軽口が絶えない自信家である。ローカストを相手に怯む事なく、果敢に敵陣へと突入してゆく。
デーモン・ベアード：Damon Baird（声：松田健一郎/Fred Tataciore）
兵士としての実力もさることながらメカニックとハッキングにも精通したデルタ部隊の兵士。今作でも口では文句を言いつつ部隊と共に戦う。
独自にローカストの文化や生態を調査・研究をしていることがステージのあちこちで拾える収集品の一部からわかる。
ベンジャミン・カーマイン：Benjamin Carmine（声：桑原敬一/Michael Gough）
デルタ部隊へ配属されてきた新米兵士で、前作で戦死したアンソニーの弟。兄からデルタ部隊の事は聞いており、名誉の戦死(?)を遂げた兄の様にCOGで活躍することを夢見ている。北米版・日本版共にアンソニーと同じ声優が演じている。
タイアロア・カリーソ：Tai Kaliso（声：間宮康弘/Fred Tatasciore）
ストーリー前半でデルタ部隊と共に行動する巨漢。階級は伍長。全身のタトゥーと宗教的発言が多いことが特徴である。主人公のマーカスとは世界大戦で共に戦った仲であり、マーカスはタイを「ブルマックのようにタフだ」と評している。
実は現在のランサーについているチェーンソー機能は、彼が戦時中に現れたローカストを、木材伐採用等で使われる普通のチェーンソーで斬殺した事により優位性が判明した為、追加装備された物である。
ディジー・ウォーレン：Dizzy Wallin(声：中村浩太郎／Peter Jason)
家族を養う為にみずからライフボート プログラムを受け入れて輸送部隊へ配属された老人。頭に被ったテンガロンハットが特徴。自分が運転する輸送車に「ベディー(Betty)」と名づけている。
アーニャ・ストラウド：Anya Stroud（声：湯屋敦子/Nan McNamara）
司令部及びデルタ部隊の通信担当となる女性軍人。階級は少尉。モデリングが一新され、日本語版では声優も交代した。
ビクター・ホフマン： Victor Hoffman（声：沢木郁也/Jamie Alcroft）
COG軍の大佐。今回の突入作戦の指揮官を務める。本作ではホフマン自身が銃を取り戦う場面もある。
リチャード・プレスコット：Richard Prescott（声：中村秀利/Charles Cioff)）
COGの議長で軍の総司令官。黒髪のオールバックが特徴の男。軍事戦略と巧みな演説に定評がある。
マリア・サンチャゴ：Maria Santiago（声：甲斐田裕子/Courtney Ford）
ドミニクの妻。エマージェンス デーで生き別れとなったまま行方不明であったが、COGの調査によって喪失状態のまま施設へ収容されていたことが判明する。しかし数日前にその施設から釈放され、またも行方不明となる。
その後COGデータ上では行方不明のままだったがドムとマーカスがローカスト軍の捕虜収容所に潜入した際情報端末から収容情報を入手した事で救出される。がしかしローカスト軍の拷問により既にドムにも反応を示さない廃人状態になっており、ドムの手で介錯される。
アダム・フェニックス：Adam Fenix（声：長克巳/Charles Cioffi）
マーカスの父親でCOG軍の研究員であった人物。ドーンハンマーの開発者であり、前作で役立った地底の膨大なデータも作成していた。本作の4年半前、軍務を放棄してまで救出しにきたマーカスの努力むなしく死亡したとされる。しかし、本編の最後の最後で「なんてことをしてくれたんだ」といった通信をしているので生存している可能性がある。
日本版では『2』および『3』で同じ声優が演じているが、英語版ではそれぞれ別の役者が演じている。
ジェイソン・ストラットン：Jayson "Jace" Stratton
COG軍の兵士で、アルファ7に所属する若い軍人。通称ジェイス。本作における彼の出番はわずか一瞬だけであるが、漫画版ではデルタ小隊に所属してマーカスたちと共闘した。マーカスたちと面識があるのはそのためである。次回作『3』では本格的に登場する。
ナイルズ・サムソン：Dr. Niles Samson（声：西村知道/Robin Atkin Downes）
Act3の研究所に登場する科学者。マーカスたちが出会うのは厳密にはナイルズ本人ではなく、彼の人格をコピーした研究所の管理AIである。AIのナイルズは病的なまでの潔癖性でかつ、危険な思考回路を持つ狂った物となっている。本物のナイルズはすでに行方不明になって久しい。名前は出ていないもののその後の行方は3にて明らかになった。
フランクリン：Franklin Tsoko
前作にも登場したさる難民団のリーダー。今回は追加コンテンツ『ネクサスへの道』の後半に登場しマーカスたちと共に戦う。

### ローカスト
ドローン：Drone
最も数多く登場するローカストの歩兵。様々な武器を扱い、武装の種類によって呼称が変わる。一般的なドローンはローカストの制式アサルトライフルであるハンマーバーストIIを装備している。
- グレネーディア：Grenadier

ショットガン、グレネードを装備。体力が高く、突撃して来る事が多い。
- スナイパー：Sniper

スナイパーライフルを装備。体力が低い。
- サイクロプス：Cyclops

チェーンソーのついたランサーアサルトライフルを装備している
- ボルター:Bolter

ボルトック・ピストルを装備しており、すばしっこく動き回る。
- ビーストライダー：Beastrider

獰猛な四足獣「ブラッドマウント（Bloodmount）」に乗って敵陣へ突撃するドローン。ビーストライダーを先に倒した場合、ブラッドマウントは暴走して目に付く敵へ片っ端から襲い掛かる。
- フレイム・グレネーディア：Flame Granadier

火炎放射器を装備したドローン。背中の燃料タンクに一定のダメージを与えると爆発する。この爆発で周囲のローカストも倒せる事がある。
また、今作では光るドローン、「ランベント」も登場する。ただし、プレイヤーが直接戦闘する場面はなく、次回作への伏線としての登場である。
ブーマー：Boomer
鈍重で愚かだがドローンを上回る巨体と体力を持つ大型のローカスト。前作ではブームショットを装備しているタイプだけだったが、今作では様々なタイプのブーマーが存在する。
- グラインダー：Grinder

マルチャーを装備。
- フレイマー：Flamer

スコーチャーフレイムスロウワー（火炎放射器）を装備。フレイム・グレネーディア同様に背中の燃料タンクに一定のダメージを与えると爆発する。
- ブッチャー：Butcher

ローカストの給仕係。巨大な肉切り包丁を装備。
- モーラー：Mauler

ブームシールドで武装した格闘戦タイプのブーマー。シールドを展開して敵の銃撃を防ぎながら強引に密着し、フラググレネードの付いたフレイルで直接相手を殴る戦法を使う。
カンタス：Kantus
今作で登場するローカストの司祭。ゴルゴンピストルとインクグレネードを装備。2メートルを越す長身と細身の体格を持つが、ブーマーよりも頑健である。特殊な音波の悲鳴を出すことで地面からティッカーを召還し襲わせる。また離れた場所から手を触れずに負傷したローカストを治療する能力を持つ。
ティッカー：Ticker
キチキチという音を立てながら素早く動き回る小型のローカスト。背中に爆弾を背負わされており、敵を発見すると目の前で自爆し大きなダメージを与える。また、銃火器によりわずかでもダメージを与えると即座に爆発する（格闘攻撃では炸裂しない）。
レッチ：Wretch
鋭い爪を持つ小型のローカスト。常に群生し集団で襲い掛かってくる。1作目に比べると移動速度が遅くなり、代わりにカバーや足を止めての連続攻撃（立て続けに喰らうと即死）をする様になった。今作では発光タイプのレッチは登場しない。
セロン・ガード：Theron Guard
ローカストのエリート兵士。主にトルクボウを装備。2ではローカストの居城周辺部にのみ登場する。
パレスガード：Palece Guard
ローカストの親衛隊で宮殿内に大量に登場する。セロン・ガード以上の重装備と独特の声が特徴。武器はハンマーバーストIIもしくはトルクボウが主。
ネーマシスト：Nemacyst
浮遊型のローカスト。敵を感知すると高速で突撃し自爆攻撃をしかける。
サイア：Sire
Act3に登場するローカスト出現以前に建てられた研究所内で飼育されていた謎の生物。武器は持たず殴り攻撃だけを行う。人型に見えるが人語は話さない。
ロックワーム：Rockworm
地底に生息する芋虫型の生物。赤く光る巨大な木の実のようなものを主食とし、人間などそれ以外には見向きもしない。銃撃では全く傷つかない程の硬い皮膚を持つ。ローカストの食糧であることが明らかになった。
リフトワーム：Riftworm
街一つを丸呑みにしてしまうほど超巨大なミミズ型のローカスト。スコージに操られてハシントの地層を食い荒らし地下に巨大な空洞を作り出している。体内には建造物や武器、犠牲者がそのままの形で残されていることもある。大量の寄生虫（ネーマサイト）を宿しており、複数の巨大な心臓を持つ。
ネーマサイト：Nemacyte
リフトワームの体内に生息する体長180cmほどの大きな寄生虫。鎌状の前足で殴り掛かってくる。撃たれ弱く簡単に殺せるが、ある場面では逃走経路を妨害する厄介な存在となる。
ミラ：Myrrah（声：岡本嘉子/Carolyn Seymour）
敵の本拠地「ネクサス」に居るローカストの女王。ローカストながらその容姿は人類の女性に酷似しており、人語も流暢に話す。何故かマーカスとアダム・フェニックスの関係について、マーカス自身が知らない事柄まで知っている素振りを見せる。
スコージ：Skorge
元はカンタスの僧正であり、ミラ女王の側近。ラーム将軍の死後はハシント攻略の最高指揮官も兼任するようになる。大型のローカストにあるまじき俊敏さを持ち、両端にチェーンソーが付いた巨大な杓杖を振り回してマーカス達に襲い掛かる。他にも連射間隔の短いゴルゴンピストルを撃ちまくる・インクグレネードを一度に二個投下する・光るティッカーを召還するなどのカンタスのボスにふさわしい攻撃方法を持つ。非常に固い皮膚を持つため、チェーンソー以外の攻撃が一切効かない（ストーリーモードのみ。対戦では他キャラクター同様全ての攻撃が効く）。「ヒドラ」という名のリーバーを巨大化させたようなローカストに乗る。

## 登場武器
方向パッドに登録される武器をカテゴリで区分。各武器の詳細は後述を参照。

前作では武器の弾は画面中央のカメラから発射されており、敵が操作キャラの後ろにいても攻撃が当たることがあったが、今作では武器の弾はすべて武器から発射されるためそのようなことはない。
| ライフル系 （方向パッド左右）  | ハンドガン系 （方向パッド下） | グレネード系 （方向パッド上） | 重火器・その他 |
| ------------------------------ | ----------------------------- | ----------------------------- | -------------- |
| ランサーアサルトライフル       | スナッブピストル              | スモークグレネード            | モーター       |
| ハンマーバーストII             | ボルトックピストル            | フラググレネード              | マルチャー     |
| ナッシャーショットガン         | ゴルゴンバーストピストル      | インクグレネード              | ブームシールド |
| ブームショット                 |                               |                               |                |
| ロングショット                 |                               |                               |                |
| スコーチャーフレイムスロウワー |                               |                               |                |
| トルクボウ                     |                               |                               |                |
| ドーンハンマー                 |                               |                               |                |

### ライフル系
方向パッド左右に同じ武器を割り当てられない点は前作と同じ。
ランサーアサルトライフル：Lancer Assault Rifle
連射力の高いフルオートタイプのアサルトライフル。COGの制式武器であり、主に人間の兵士とサイクロプスが使用する。先端に付いたチェーンソーは等身大までの相手を即座に絶命させる。今作ではチェーンソー同士がぶつかった場合に鍔迫り合いが発生するようになり、Bボタンを多く連打したほうが勝つシステムとなっている。オンライン対戦では、鍔迫り合いが発生する角度がタイトル・アップデート3により広がり、ほぼ真横からのチェーンソー攻撃でも鍔迫り合いに発展するよう変更された。またチェーンソー攻撃中の無敵時間が無くなり、致死ダメージを負った時点でモーションがキャンセルされる。
ハンマーバーストII：Hammerburst II
6連バーストからフル/セミオートタイプへと仕様変更されたアサルトライフル。ローカストの制式武器であるため、ドローンやパレスガードが最もよく使う銃である。連射力はやや遅く装弾数も少ないものの弾1発のダメージと射撃精度が向上。ピストル並のズーム機能が付いてヘッドショットによる即死効果も追加された。なお、最高難易度のインセイン及びオンラインではヘッドショットによる即死効果を得ることが出来ない（ダメージが増えるのみ）。
精度と一発の威力が高い事と近接攻撃の威力が低い事から、ランサーと比べて中〜遠距離向きの武器になった。
ナッシャーショットガン：Gnasher Shotgun
ショットガン。至近距離で撃つと敵は四肢が飛散しバラバラになる。前作と比べて発射間隔が長くなったがLTを押した際の集弾性は向上している。LTを押して構えない場合、武器を腰に構えることになるため集弾性が低下し、画面の中央よりやや低い位置に弾が飛んでいく。ローディーランや他の武器の仕様変更と相まって前作から最も弱体化した武器である。
ブームショット：Boomshot Grenade Launcher
緩い放物線を描くグレネードランチャーで、一発ごとにリロードする必要がある。パーフェクトリロードにより榴弾の数が増え、爆風の範囲も広がる。
ロングショット：Longshot Sniper Rifle
一発装填式の狙撃銃。威力が減衰しパーフェクトリロードでも胴体命中による一撃必殺は出来なくなった。代わりにズーム時の照準が一回り小さくなり、ヘッドショットを狙いやすくなっている。また、ズーム時にダメージを受けたり、周辺に振動が起きると照準がおおきくブレるようになったため、よりリアルでテクニカルな武器となった。
スコーチャーフレイムスロウワー：Scorcher Flamethrower ※日本版では『火炎放射器』の名称で登場
新登場の火炎放射器。残弾ではなく燃料を消費するため同じ武器を拾わない限り補給不可。パーフェクトリロードにより射程が延長される。射程は短く、燃料の補給も難しいがブーマーやカンタスを瞬時に焼殺出来るほどの高い威力を誇る。
トルクボウ：Torque Bow
対象に突き刺さると爆発する弓矢。一発ごとにリロード。パーフェクトリロードで引き絞る速度がアップし、爆発時のダメージが増加する。ある程度引き絞らないと敵に刺さらない。前作では最終ボス以外は一発で倒すことが出来たが今作ではダメージが減少し、ブーマーやカンタスなどの大型の敵にはヘッドショットでなければ、複数回撃ち込む必要がある。
ドーンハンマー：Hammer of Dawn
レーザー照準器で座標を指定する事により発射される衛星ビーム砲。マルチプレイヤー時はエネルギー残量が表示され、残量が0になると座標を固定しても発射されなくなった。

### ハンドガン系
ハンドガン系武器にはズーム機能があり、スナッブピストルとボルトックピストルにはヘッドショットによる即死効果が付いている。
スナッブピストル：Snub Pistol
COG制式のセミオート連射のハンドガン。弾薬の最大所持数が132発に増加された。
ボルトックピストル：Boltok Pistol
ローカスト制式のピストル。マグナム弾を発射。1発あたりのダメージは最大。パーフェクトリロードで連射が可能となる。
ゴルゴンピストル：Gorgon Burst Pistol
カンタスが使う2つの銃口から4連バーストで計8発の弾を発射する特殊ハンドガン。装弾数は32発で、1度に4回まで発射できる。スコージが使う物は連射速度が早く装弾数の多い専用モデルとなっている（対戦では登場しない）。

### グレネード系
全てのグレネード系武器はBボタンで敵や壁、床などのオブジェクトへの設置が可能。設置後は感知式となり、敵の接近に合わせて起爆する。またマルチプレイヤー時はグレネードを所持した状態でダウンした場合、RTボタンを押すことで自爆することが出来る。
スモークグレネード：Smoke Grenade
マルチプレイヤー専用。爆発すると煙幕が発生する。前作から仕様が変更され、爆発の衝撃と音により範囲内の敵キャラと自分に対して吹き飛び・2秒の間行動不可能の効果がある。レーザーすり抜けや壁抜け等のバグ対策と、プレイヤー達からの強い要望により現在は吹き飛び効果はオフにされている。代わりにその場でひるむ動作を取るようになった。
フラググレネード：Frag Grenade
爆散する手榴弾。壁や床へ設置した場合、対戦モードであれば起爆する距離の関係から感知された相手に対して即死効果となる場合が多い。敵に仕掛けた場合はどんな敵であれ確実に殺す事が出来る。
インクグレネード：Ink Grenade
カンタスが使う特殊な手榴弾。一定範囲に黒緑色の毒ガスを発生させ、範囲内にいる相手の体力を徐々に奪い取る。毒の体液を持つネーマシストの幼生を爆裂させて毒ガスを撒き散らすという設定がある。

### 重火器・その他
モーター：Mortar ※日本版では『迫撃砲』の名称で登場
迫撃砲。5m～150m間の距離を指定してクラスター爆弾を撃ち上げ、頭上からの範囲爆撃を行う。所持中は歩行速度が低下しローディーランが不可となる。LTボタンで地面に設置し同時にRTボタンを引くことで曲射が可能(手前から徐々に奥へと砲身を倒してゆくタイプなので程よい角度でRTを離せば最大射程と最低射程の中間地点にも爆撃可能)。LTを引かずに打つと直射になるがこの場合砲弾が分裂しない。パーフェクトリロードでクラスターの数が増加。通常直射は、砲弾が不規則に転がる為自爆の危険が高い。パーフェクトリロード時の直射は砲弾が直進する。また4度目のタイトルアップデート以降、オンライン対戦では設置発射後の硬直が非常に長くなるよう調整された。パーフェクトリロード時はさらに硬直が長くなる。
マルチャー：Mulcher
携帯式の手回しガトリング砲。LTボタンで下におく事が出来、安定した射撃が可能となる。連射するうちに加熱でオーバーヒートする。RBボタンで急速冷却が可能。所持中は歩行速度が低下しローディーラン不可。圧倒的な破壊力を誇るが、命中精度は低く隙が非常に大きい。
チェーンガン：Chain Gun
COGの使う固定機銃。プレイヤーはアサルトデリックに搭載されたものを使う事が出来る。チェーンガンという公式名称だが、実際にはガトリングガンである。
トロイカ：Troika Heavy Machine Gun
ローカストの固定機銃。今作では連射を続けるとオーバーヒートを起こすようになった。RBボタンで急速冷却が可能。
ブームシールド：Boom Shield
ブームショットやトルクボウ、マルチャーやトロイカの弾をも防ぐ極厚の金属盾。LTボタンで前面に構えるほか、地面に突き刺して遮蔽物代わりにしたり、それをまた拾って所持することも可能。所持中は歩行速度が低下しカバーアクション不可。また武器はハンドガン系のみ使用可能となる。

### 車両・搭乗物・動物兵器など
キングレイブン：King Raven
COG軍の輸送・攻撃用ヘリコプター。前方と側面にガトリングガンを装備。中には武装を充実させたガンシップ仕様の機体も存在する。
アサルト・デリック：Assault Derrick
COG軍の巨大な輸送用車両。略称はリグ：Rig。グラインドリフトを降下させるクレーンを搭載。兵士の間ではそれぞれに女性の名前が付けられている。元はイミュルシオン採掘用の重機。なお、Rigとはトレーラートラック（Big Rigともいう）や馬車等を意味するスラングである。
グラインドリフト：Glindlift
COG軍の2人乗り地底降下用ポッド。空中機動作戦宜しく、リグから地底へ向けてドリルとジェットにより高速で掘り進み降下強襲する。
ケンタウロス：Centaur
COG軍の攻撃用装輪装甲車。車上部に取り付けられたキャノン砲は直撃させればブルマックをも沈める程の威力を持つ。Aボタンで短時間のブーストダッシュが可能。なお、イタリア陸軍に同じ名前を持つ戦闘車両が存在する。
リーバー：Reaver
飛行型のローカスト。兵士一人が操縦し、もう一人の兵士が手持ちの武器か固定武装で攻撃する。固定武装としてブームショット1とトロイカを装備。2では地上に降りて攻撃する様になった。地上戦においてのリーバーは動きは遅いものの頑強で凄まじい火力を持った難敵である。
ヒドラ：Hydra
外見はリーバーに似ているが遥かに巨大な体躯を誇るローカスト。5連ミサイルランチャーやトロイカで武装しており、噛み付きや触手などの体を使った攻撃も行う。本作ではスコージ専用の乗り物として登場する。
ブルマック：Brumak
ローカスト軍の巨大動物兵器。猿を品種改良して作った生物だが恐竜を思わせる外見をしている。武装として両腕に巨大ガトリングガン、背中にガトリングと12門の大型ミサイルキャノンを装着させている。圧倒的な火力を持つほか、腕力も非常に強く、コープサーを一撃で殴り殺す。首の後ろに操縦席があり、兵士が乗り込むことで操縦することも可能。
ガンボート：Gun Boat
魚のようなローカスト二体を動力として動く船。トロイカを装備しており大量の兵士を乗せることが出来る
ビースト・バージ：Beast Barge
トーチャー・バージ：Torture Bargeとも呼ばれる、飛行する巨大なローカスト軍の収容所。捕虜として捕らえられた人間の輸送や拷問に使われる。

## ダウンロードコンテンツ
本作のオリジナルバージョンにはいくつかのダウンロードコンテンツ（DLC）が存在し、その多くはマルチプレイヤーモード用のマップ（ステージ）および通常と外観の異なる特別な武器である。武器のDLCは性能自体は通常の物と全く同じであり、あくまで飾りの範疇に留まっている。また、ストーリーモードの追加ステージとなるDLCも1つだけ存在する。
特別な武器を除いた各DLCは日本版において最初からすべてのゲームディスクに収録されている。

### ネクサスへの道（追加ステージ）
本作において唯一となるストーリーモードの追加ステージDLCで、日本版ではタイトル画面から選択する事で購入直後からプレイ可能である。原題は『Road to Ruins』。国外では発売から9か月後の2009年7月にマルチプレイヤー用マップも付属して配信された。
ゲーム内容としては本編にはない隠密行動が可能になっている点が大きな特徴であるが、正面戦闘もまた可能となっている。
もともとはAct4の1チャプターとなるはずだった本章が製品版で削除された原因は、テンポの問題や地下の場面が長くなり過ぎる事、そして正体がばれていない時のローカストの自然な雑談や行動を考案するのが困難だった事であるとされる。

## サウンドトラック
本作のBGMは映画『テキサス・チェーンソー』や『トランスフォーマー・リベンジ』等で知られるスティーヴ・ジャブロンスキーが担当した。オーケストラをはじめ、ジャブロンスキー音楽らしく合唱曲も取り入れられている。アメリカではCDが発売されており、日本でも輸入品が入手できる。
| #   | タイトル | 作詞 | 作曲・編曲 | 時間 |
| --- | --- | ---- | ---------- | ---- |
| 1.  | 「Return of the Omen - リターン・オブ・オーメン」                                                             |      |            | 1:57 |
| 2.  | 「Hope Runs Deep - ホープ・ランズ・ディープ Gears of War 2 メインテーマ」                                     |      |            | 5:30 |
| 3.  | 「Green as Grass - グリーン・アズ・グラス」                                                                   |      |            | 2:36 |
| 4.  | 「Expectations オープニングデモ、プロローグ」                                                                 |      |            | 1:58 |
| 5.  | 「Finally, a Lead」                                                                                           |      |            | 3:14 |
| 6.  | 「Armored Prayer - アーマード・プレイヤー プレスコット議長の演説からランダウンへの出発のテーマ」              |      |            | 3:56 |
| 7.  | 「Hold Them Off」                                                                                             |      |            | 1:44 |
| 8.  | 「Derrick Chase - デリック・チェイス ブルマックの襲撃とカージャックされたエヴァ」                             |      |            | 1:15 |
| 9.  | 「Building Thunder」                                                                                          |      |            | 2:06 |
| 10. | 「Hell Breaks Loose - ヘルブレーキズ・ルース ネーマシストの迫撃を受けるリグ部隊」                             |      |            | 1:38 |
| 11. | 「Bedlam - ベッドラム」                                                                                       |      |            | 2:15 |
| 12. | 「Breakneck - ブレイクネック 地底での戦闘～オメガ1の支援」                                                    |      |            | 1:38 |
| 13. | 「Landown - ランダウン」                                                                                      |      |            | 3:24 |
| 14. | 「Racing to Extinction」                                                                                      |      |            | 1:34 |
| 15. | 「If They Can Ride Em ティッカートンネルと降下地点での戦い」                                                  |      |            | 1:44 |
| 16. | 「Hollow - 地底」                                                                                             |      |            | 1:49 |
| 17. | 「Unexpected Changes」                                                                                        |      |            | 1:56 |
| 18. | 「March of the Horde - マーチ・オブ・ザ・ホード」                                                             |      |            | 2:05 |
| 19. | 「Highway - ハイウェイ」                                                                                      |      |            | 1:12 |
| 20. | 「Denizens」                                                                                                  |      |            | 2:30 |
| 21. | 「With Sympathy」                                                                                             |      |            | 2:53 |
| 22. | 「Insurmountable Odds 地底湖の主のテーマ」                                                                    |      |            | 3:16 |
| 23. | 「Bump in the Night」                                                                                         |      |            | 2:06 |
| 24. | 「Frenzy - フレンジー 前作のリミックス。ローカストのテーマ」                                                  |      |            | 1:50 |
| 25. | 「Outpost - アウトポスト」                                                                                    |      |            | 2:16 |
| 26. | 「Finale - フィナーレ エピローグ・メインテーマ」                                                              |      |            | 3:32 |
| 27. | 「Autumn of Mankind - オータム・オブ・マンカインド タスクフォールド（ゲームオーバー）のテーマ。ピアノソロ。」 |      |            | 0:33 |

## 日本語版の表現変更
- 頭部欠損描写のカット
- 一部の固有名詞の変更
- 一部の欠損箇所がある遺体の削除
- キャラクターが欠損した際の断面がモノクロになっている
- ミートシールドでの敵が攻撃を受けた際の欠損表現のカット

## そのほか
携帯公式サイトでは作品概要のほか、待ち受け画面や着信ボイスが配信されている。着信ボイス4種類のうち2種はマーカスの台詞で「…戦場での鉄則はカバー命だ」や「…チェーンソーで御仕置きだぞ」等重要かつユーモアを含んだもの。残りはマリアとローカスト・ドローンの台詞である。
また、フジテレビ制作の刑事ドラマ『BOSS』の1stシーズン・LAST CASE、2ndシーズン・CASE8の各一部シーンにて本作のBGMが使用された。